# Claudio Rissi
Claudio Daniel Carro (Buenos Aires, 22 de mayo de 1956 - Ibidem, 2 de febrero de 2024) conocido artísticamente como Claudio Rissi, fue un actor de cine, teatro y televisión y director teatral argentino. Es considerado uno de los actores más prolíficos de Argentina.

## Biografía
Nacido en el barrio de Boedo el 22 de mayo de 1956, en sus comienzos fue conocido por sus papeles en televisión, como el de Galván en Los simuladores, «El Fletero» en Okupas y el Comisario Filpi en El puntero entre otros. En el plano del cine se destacan sus papeles como Rudy "El Rey de la Noche" en 76 89 03, el cortometraje "Tiempo de descuento" junto a Diego Capusotto, o su protagónico en La novia del desierto, película con la que participó en el Festival de cine de Cannes. Debido a su aspecto de hombre recio, suele encarnar personajes con esa característica.
Entre 2016 y 2022 fue protagonista de la popular serie El marginal, donde se puso en la piel del líder de una banda carcelaria llamado Mario Borges, papel que finalmente le otorgó reconocimiento y popularidad internacional. Rissi tuvo la particularidad de aparecer casi exclusivamente en papeles secundarios pero a la vez claves, generando que sea identificado entre el público por sus personajes más populares, refiriéndose a él, por ejemplo, más como «Borges, de El Marginal» que por su nombre real, lo que lo convierte en una cara muy conocida por la audiencia argentina.
Rissi reflexionaba así sobre su papel protagónico en dicha serie:

“Lo estoy viviendo bárbaro. Tengo la sensación de que me dijeron `che, sacate el buzo y ponete los botines que entrás a jugar´. Yo venía en el banco de suplentes hace mucho tiempo. De titular jugué muy pocas veces”.

El 2 de febrero de 2024, falleció a los 67 años en el Sanatorio de los Arcos, en el barrio de Palermo, ciudad de Buenos Aires, víctima de un cáncer de pulmón.

## Trabajos

### Cine
| Año  | Título                                       | Rol                       |
| ---- | -------------------------------------------- | ------------------------- |
| 1987 | Chorros                                      | Chorro #1                 |
| 1987 | Baño turco (cortometraje)                    | Hombre                    |
| 1989 | Cipayos                                      | Roberto                   |
| 1989 | La amiga                                     | Parapolicial              |
| 1992 | Rompecorazones                               | Policía                   |
| 1993 | La caída de Tebas (cortometraje)             |                           |
| 1994 | El próximo enemigo                           | Chofer                    |
| 1995 | Comix, cuentos de amor, de video y de muerte | Tex                       |
| 1995 | Guarisove, los olvidados                     | Capitán                   |
| 1997 | Canción desesperada                          | Lauria                    |
| 1997 | Comodines                                    | Traficante                |
| 1997 | Tiempo de descuento                          | Secuestrador #2           |
| 1999 | La venganza                                  | Salazar                   |
| 2000 | 76 89 03                                     | Rudy “El Rey de la Noche” |
| 2000 | Plata quemada                                | Relator                   |
| 2000 | Nueve reinas                                 | Voz de Boris              |
| 2001 | Trueno azul (cortometraje)                   | Policía                   |
| 2001 | Rosarigasinos                                | Policía Sindiente         |
| 2002 | Lugares comunes                              | Demedio                   |
| 2003 | Cien pesos (cortometraje)                    | Hombre del bar            |
| 2003 | Adiós, querida Luna                          | Narrador                  |
| 2003 | El fondo del mar                             | Taxista                   |
| 2004 | Próxima salida                               | Caloiero                  |
| 2004 | Erreway: 4 caminos                           | "El Tano" Angioletti      |
| 2004 | Palermo Hollywood                            | El Turco                  |
| 2005 | La suerte está echada                        | Coco                      |
| 2005 | Maten a Perón                                | Videla                    |
| 2005 | El aura                                      | Vega                      |
| 2007 | Ciudad en celo                               | Duke                      |
| 2007 | Martín Fierro: la película                   | Sargento Cruz (voz)       |
| 2007 | Angelelli, la palabra viva                   |                           |
| 2010 | Paco                                         | Álvarez                   |
| 2010 | Aballay                                      | El Muerto                 |
| 2010 | Negro Buenos Aires                           | Falso Roldón              |
| 2011 | La patria equivocada                         | Coronel Villegas          |
| 2011 | Juan y Eva                                   | Obrero inolvidable        |
| 2011 | Cruzadas                                     | Alcides                   |
| 2013 | La boleta                                    | Merlín                    |
| 2013 | Ecos                                         | Gutiérrez                 |
| 2014 | Yo sé lo que envenena                        | Padre de Chacho           |
| 2015 | Justo en lo mejor de mi vida                 | Piguyi                    |
| 2016 | Sangre en la boca                            | Mario                     |
| 2016 | Campaña antiargentina                        | Él mismo                  |
| 2017 | La novia del desierto                        | El Gringo                 |
| 2018 | Bruno Motoneta                               | Tío Beto                  |
| 2020 | La sombra del gallo                          | Barani                    |
| 2021 | 8M: Carolina Rivero                          | Juez                      |
| 2024 | Los justos                                   | Beto                      |

### Televisión
| Año       | Título                            | Personaje                                       | Canal                | Notas                                        |
| --------- | --------------------------------- | ----------------------------------------------- | -------------------- | -------------------------------------------- |
| 1985      | Sólo un hombre                    | Estanislao                                      | Canal 9              | Recurrente                                   |
| 1985      | Nosotros y los miedos             | Emiliano                                        | Canal 9              | Ep. "Miedo a la soledad"                     |
| 1990      | Amigos son los amigos             | Claudio                                         | Telefe               | Participación                                |
| 1991      | El oro y el barro                 |                                                 | Canal 9              | Participación                                |
| 1992      | Son de diez                       | Taxista                                         | Canal 13             | Participación                                |
| 1993      | Zona de riesgo                    | Negro                                           | Canal 13             | Participación                                |
| 1994      | Más allá del horizonte            | Raimi                                           | Canal 9              | Elenco secundario                            |
| 1995      | Poliladron                        | Amadeo Jesús «Asesino» Ibáñez                   | Canal 13             | Antagonista                                  |
| 1997      | Archivo Negro                     | Fausto                                          | Canal 13             | Elenco secundario                            |
| 1997      | El garante                        | Antonio Peñalver                                | Canal 9              | Elenco secundario                            |
| 1997      | Cebollitas                        | Miguel González                                 | Telefe               | Elenco secundario                            |
| 1998      | Chiquititas                       | Doctor Maciel                                   | Telefe               | Participación                                |
| 1998      | R.R.D.T                           | Enrique Zurdetta                                | Canal 13             | Participación                                |
| 1998      | Gasoleros                         | Willy                                           | Canal 13             | Participación                                |
| 2000      | Campeones de la vida              | Mike Fernández Llosa                            | Canal 13             | Participación                                |
| 2000      | Okupas                            | Fletero                                         | TV Pública           | Participación                                |
| 2001      | Tiempo final 2                    | Pablo                                           | Telefe               | Ep. 27: "Los swingers"                       |
| 2002      | Los simuladores                   | Bernardo Galván                                 | Telefe               | Ep. 1: "Tarjeta de Navidad"                  |
| 2002      | Tiempo final 3                    | Pardo                                           | Telefe               | Ep. 52: "El velatorio"                       |
| 2003      | Malandras                         | El suizo                                        | Canal 9              | Recurrente                                   |
| 2004      | El deseo                          | Hilario                                         | Telefe               | Elenco secundario                            |
| 2005      | Amor en custodia                  | Eugenio                                         | Telefe               | Recurrente                                   |
| 2005      | Conflictos en red                 | Carlos                                          | Telefe               | Ep. 5: "Premiados"                           |
| 2005      | Hombres de honor                  | Arias                                           | Canal 13             | Participación                                |
| 2005      | Sin código                        | Puma Uribe                                      | Canal 13             | Participación (Temp. 2)                      |
| 2009      | Valientes                         | Beto Palazzo                                    | Canal 13             | Recurrente                                   |
| 2009      | Epitafios                         | Suárez                                          | HBO                  | Participación                                |
| 2011      | El puntero                        | Felipe "Filipi"                                 | Canal 13             | Elenco secundario                            |
| 2011      | Televisión x la inclusión         | Pedro                                           | Canal 9              | Ep. 6 y 7: "Orden natural"                   |
| 2012-2013 | Mi amor, mi amor                  | Luis Bonicatto                                  | Telefe               | Elenco principal                             |
| 2013      | Germán, últimas viñetas           | Santos                                          | TV Pública           | Elenco principal                             |
| 2013      | Los vecinos en guerra             | Méndez                                          | Telefe               | Participación                                |
| 2014      | En terapia                        | Roberto Angusi                                  | TV Pública           | Elenco secundario (Temp. 3)                  |
| 2014      | Viento Sur                        | Don Ludueña                                     | América TV           | Ep. 5: "El Wekufe"                           |
| 2014      | Viento Sur                        | Santos William                                  | América TV           | Ep. 6: "La Máscara"                          |
| 2014      | Coma, el amor te despierta        | Froilan                                         | Canal Acequia        | Elenco principal                             |
| 2014-2015 | Noche y día                       | Ismael Bisoni                                   | Canal 13             | Recurrente                                   |
| 2015      | Los siete locos y los lanzallamas | El mayor                                        | TV Pública           | Elenco principal                             |
| 2016-2022 | El marginal                       | Mario Borges                                    | TV Pública / Netflix | Elenco principal                             |
| 2017      | Amar después de amar              | Antonio Valente                                 | Telefe               | Elenco secundario                            |
| 2017      | Un gallo para Esculapio           | García                                          | TNT / Telefe         | Participación (Temp. 1)                      |
| 2019      | El jardín de bronce               | Carmín                                          | HBO                  | Participación (Temp. 2)                      |
| 2020      | El secretario                     | Víctor                                          | TV Pública           | Participación                                |
| 2021      | Entre hombres                     | Marcelo "El Tucumano" Cortez                    | HBO Max              | Elenco principal                             |
| 2021      | Maradona, sueño bendito           | Diego Maradona Padre «Don Diego» (adulto mayor) | Amazon Prime Video   | Elenco principal                             |
| 2023      | Planners                          | Vito                                            | Star+                | Ep. 4: "Qué gran día" y 5: "Todo controlado" |

### Teatro
| Año       | Obra                              | Rol    | Notas                                  |
| --------- | --------------------------------- | ------ | -------------------------------------- |
| 2014-2015 | Terrenal. Pequeño misterio ácrata | Tatita | Escrita y dirigida por Mauricio Kartun |

### Series web
| Año  | Título    | Rol             |
| ---- | --------- | --------------- |
| 2011 | El rastro | "Turbio" Rondón |

### Videoclips
| Año  | Video                   | Artista                        |
| ---- | ----------------------- | ------------------------------ |
| 2005 | No me importa tu dinero | Ratones Paranoicos             |
| 2019 | Jordan                  | Kiddo Toto                     |
| 2021 | Venganza                | No Te Va Gustar y Nicki Nicole |

## Premios
| Año  | Premio                  | Categoría                         | Trabajo nominado                  | Resultado |
| ---- | ----------------------- | --------------------------------- | --------------------------------- | --------- |
| 2001 | Premios Cóndor de Plata | Mejor actor de reparto            | 76 89 03                          | Ganador   |
| 2011 | Premios Cóndor de Plata | Mejor actor de reparto            | Aballay                           | Ganador   |
| 2015 | Premios ACE             | Mejor actor de teatro alternativo | Terrenal. Pequeño misterio ácrata | Ganador   |
| 2018 | Premios Cóndor de Plata | Mejor actor de reparto            | La novia del desierto             | Ganador   |